# Vékény, Baranya
Vékény este un sat în districtul Komló, județul Baranya, Ungaria, având o populație de 140 de locuitori (2011). 

## Demografie
Componența etnică a satului Vékény
     Maghiari (95,08%)
     Romi (4,92%)
Componența confesională a satului Vékény
     Romano-catolici (59,29%)
     Fără religie (7,86%)
     Atei (2,14%)
     Necunoscută (30,71%)
Conform recensământului din 2011, satul Vékény avea 140 de locuitori. Din punct de vedere etnic, majoritatea locuitorilor (95,08%) erau maghiari, cu o minoritate de romi (4,92%).  Din punct de vedere confesional, majoritatea locuitorilor (59,29%) erau romano-catolici, existând și minorități de persoane fără religie (7,86%) și atei (2,14%). Pentru 30,71% din locuitori nu este cunoscută apartenența confesională.